# Sphaerolaimidae
Sphaerolaimidae é uma família de nematóides pertencentes à ordem Monhysterida.
Géneros:
- Buccolaimus Allgén, 1959
- Doliolaimus Lorenzen, 1966
- Hofmaenneria W.Schneider, 1940
- Metasphaerolaimus Gourbault & Boucher, 1981
- Parasphaerolaimus Ditlevsen, 1918
- Sphaerolaimus Bastian, 1865
- Subsphaerolaimus Lorenzen, 1978